# Archiman
Archiman är en ort i Azerbajdzjan.   Den ligger i distriktet Şamaxı Rayonu, i den östra delen av landet, 120 kilometer väster om huvudstaden Baku. Archiman ligger 1 295 meter över havet och antalet invånare är 587.
Terrängen runt Archiman är lite bergig. Närmaste större samhälle är Kalva, 15,4 kilometer sydväst om Archiman. 
Omgivningarna runt Archiman är en mosaik av jordbruksmark och naturlig växtlighet. Runt Archiman är det ganska glesbefolkat, med 31 invånare per kvadratkilometer.